# Vavřinec Fójcik
Vavřinec Fójcik (* 29. listopadu 1959) je český politik a menšinový aktivista, v 90. letech 20. století poslanec Poslanecké sněmovny za ODS, později za KDU-ČSL, předseda Rady Poláků v ČR.

## Biografie
V roce 1982 dostudoval Vysokou školu dopravní v Žilině (obor Provoz a ekonomika železniční dopravy). Je ženatý, s manželkou Danutou má dvě dětí Tadka a Natálku. V domovském Těrlicku se věnoval fotbalovému mužstvu. Podle údajů k roku 2010 pracuje u Českých drah a řídí provoz v sedmi železničních stanicích. Od 90. let 20. století se angažoval v politice a v aktivitách polské národnostní menšiny. V roce 1997 se uvádí jako předseda Rady Poláků v ČR. Post obhájil na sjezdu této organizace v roce 1998.
Ve volbách v roce 1996 byl zvolen do poslanecké sněmovny za ODS (volební obvod Severomoravský kraj). Byl místopředsedou petičního výboru. Do dubna 1998 byl členem poslaneckého klubu ODS, pak přešel do klubu KDU-ČSL. Rozhodnutí o přestupu do klubu lidové strany komentoval následovně: „Jsem věřící člověk a mám názory spíše vzdálenější tomu liberalismu, který se prosazoval v ODS.“ Zároveň ohlásil, že v dohledné době se stane přímo členem KDU-ČSL.
Angažuje se v komunální politice. V komunálních volbách roku 1990 byl zvolen starostou obce Těrlicko. Starostenský post obhájil za ODS i v komunálních volbách roku 1994 a zastával ho až do svého nástupu do parlamentu v roce 1996. V komunálních volbách roku 1998 byl zvolen coby bezpartijní do zastupitelstva obce Těrlicko. V komunálních volbách roku 2002 kandidoval, ale nebyl zvolen. Opětovně se do zastupitelstva dostal v komunálních volbách roku 2006 a komunálních volbách roku 2010. Roku 2002 a 2010 kandidoval coby bezpartijní, roku 2006 jako člen Strany zelených. Profesně se uvádí jako inženýr železniční dopravy a přednosta železniční stanice.
V senátních volbách roku 2002 kandidoval za senátní obvod č. 75 - Karviná jako bezpartijní kandidát za formaci Cesta změny. Získal ale jen 5 % hlasů a nepostoupil do 2. kola. V krajských volbách v roce 2008 neúspěšně kandidoval za Stranu zelených do krajského zastupitelstva Moravskoslezského kraje.